# 山口県信用組合

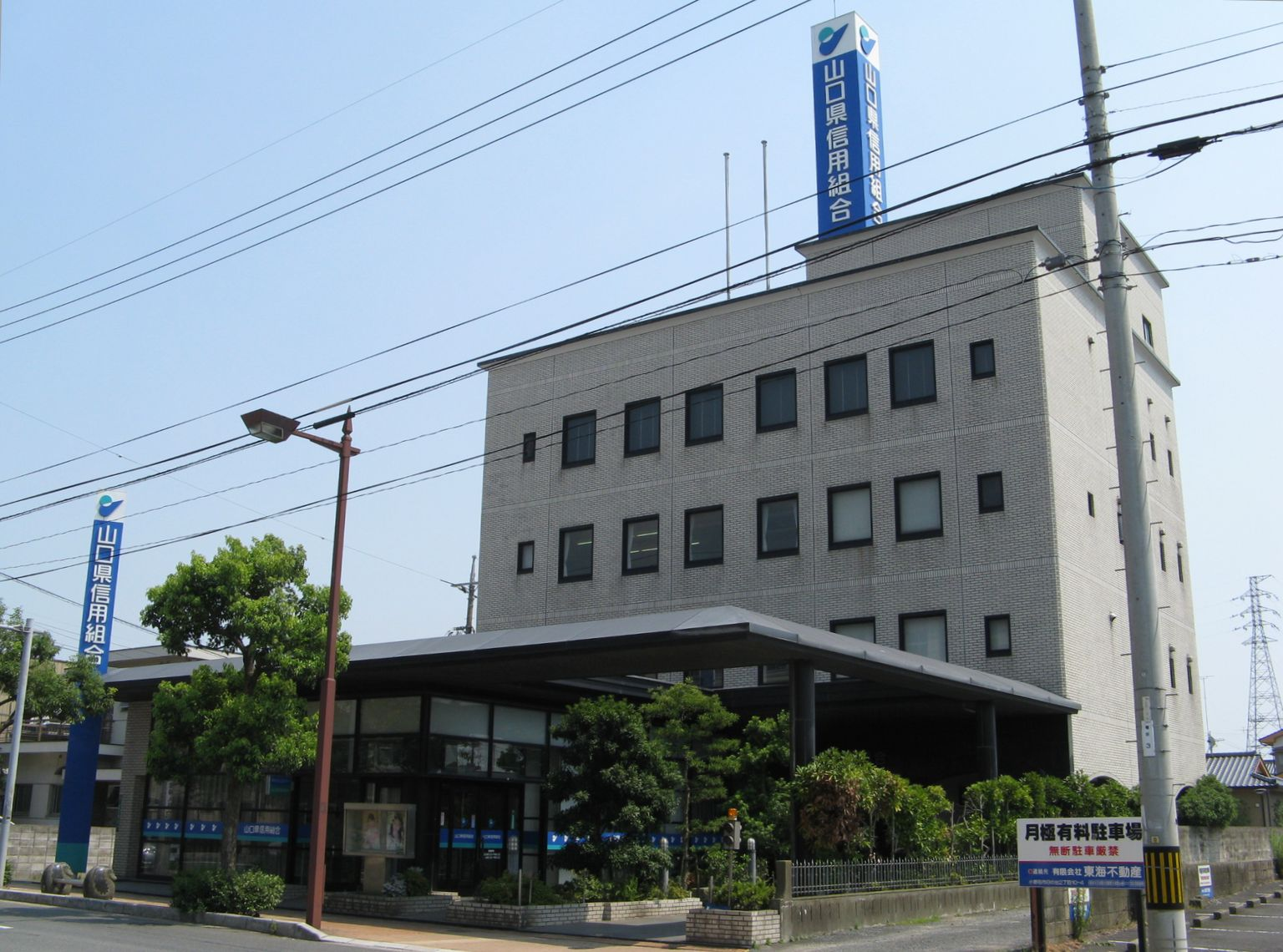
山口県信用組合本店

山口県信用組合（やまぐちけんしんようくみあい）は、山口県山陽小野田市に本店を置く、県内で唯一の信用組合である。キャッチコピーは、「地域とともに新たな未来を！」。
ATMでは、しんくみ お得ねっと提携信用組合のカードによる出金は自組合扱いとなる。

## 沿革
- 1951年（昭和26年）12月 - 山口県知事の認可を得て小野田信用組合として設立。
- 2000年（平成12年）4月 - 厚狭信用組合と対等合併し、名称を山口県信用組合に変更。
- 2018年（平成30年）4月 - オリックス銀行との間で「しんくみ相続信託」の取扱開始。
- 2021年（令和3年）6月 - 店舗内ATMの利用時間を平日9:00～17:00に変更する[2]。

## 営業区域[3]
山陽小野田市・宇部市・美祢市・山口市（旧吉敷郡に限る）

## 店舗
- 001 本店営業部 山陽小野田市中央1-2-40
- 003 高千帆支店 山陽小野田市日の出3-8-3
- 005 西宇部支店 宇部市大字際波字新田1324-6
- 006 厚狭支店 山陽小野田市大字厚狭36-15